# 共降斑点酸
共降斑点酸是一种有机化合物，化学式C18H14O9，属于一种缩酚酸环醚，是地衣的次级代谢产物，与降斑点酸一同发现。